# Giorgio Ghisi

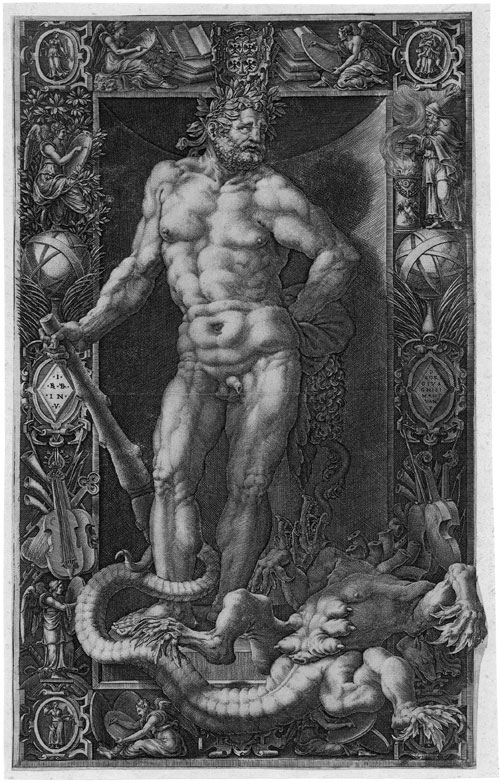
Hércules, gravura a partir de original de Bertani, 1558

Giorgio Ghisi (Mantova, c. 1512/1520 — 15 de dezembro de 1582) foi um pintor e gravurista do Maneirismo italiano. Aprendeu o ofício com Marcantonio Raimondi e depois trabalhou com Hieronymus Cock em Antuérpia. Sua produção na gravura se voltou à cópia de obras célebres.